# モントーポリ・イン・ヴァル・ダルノ
モントーポリ・イン・ヴァル・ダルノ（伊: Montopoli in Val d'Arno）は、イタリア共和国トスカーナ州ピサ県にある、人口約11,000人の基礎自治体（コムーネ）。

## 地理

### 位置・広がり

#### 隣接コムーネ
隣接するコムーネは以下の通り。
- カステルフランコ・ディ・ソット
- パラーイア
- ポンテデーラ
- サン・ミニアート
- サンタ・マリーア・ア・モンテ

### 気候分類・地震分類
モントーポリ・イン・ヴァル・ダルノにおけるイタリアの気候分類 (it) および度日は、zona D, 1714 GGである。
また、イタリアの地震リスク階級 (it) では、zona 3 (sismicità bassa) に分類される。

## 行政

### 分離集落
モントーポリ・イン・ヴァル・ダルノには、以下の分離集落（フラツィオーネ）がある。
- Capanne, Castel del Bosco, Marti, San Romano

## 姉妹都市
- トレッラ・デイ・ロンバルディ、イタリア
- Maussane-les-Alpilles、フランス
- Valbonne、フランス